# Андреенков, Николай Никонович
Николай Никонович Андреенков (1918—1965) — гвардии лейтенант, участник Великой Отечественной войны, Герой Советского Союза (1943).

## Биография
Николай Андреенков родился 18 декабря 1918 года в деревне Красатинка, ныне Краснинского района Смоленской области, в крестьянской семье. Окончил пять классов школы, после чего стал работать в колхозе. В 1935 году Андреенков дослужился до бригадира. В 1939 году он был призван на военную службу в Красную Армию. Вначале он служил шофёром в артиллерийском полку, но впоследствии окончил офицерские курсы, и получил звание младшего лейтенанта.
После начала Великой Отечественной войны Андреенков получил назначение командира взвода разведки. 28 сентября 1943 года он в составе своего взвода форсировал Днепр у села Келеберда Кременчугского района Полтавской области Украинской ССР. Взвод окопался на берегу реки и в течение суток отбивал ожесточённые атаки немецко-фашистских войск. Данное сопротивление позволило оттянуть большие силы немцев на контратаки, что позволило переправиться основным подразделениям без больших потерь.
Указом Президиума Верховного Совета СССР за номером 3640 за мужество, проявленное во время форсирования Днепра, 20 декабря 1943 года лейтенант Николай Андреенков был удостоен высокого звания Героя Советского Союза. В январе 1944 года Андреенков получил ранение и был отправлен в госпиталь. После окончания войны он работал в Краснинском районном военном комиссариате Смоленской области. В августе 1946 года он вышел в отставку. В 1959 году он переехал из Смоленской области в Крым, в город Белогорск, где погиб 19 апреля 1965 года, похоронен на городском кладбище.